# 大阪市立瑞光中学校
大阪市立瑞光中学校（おおさかしりつ ずいこうちゅうがっこう）は、大阪府大阪市東淀川区にある公立中学校。通称：「ずいちゅう」

## 沿革
従来の大阪市立東淀川第一中学校（現在の大阪市立十三中学校）と従来の大阪市立東淀川第六中学校（現在の大阪市立柴島中学校）校区の一部をそれぞれ再編し、1948年に開校した。開校当初の校区は、大阪市立新庄小学校校区（旧東淀川第一中学校校区）、および大阪市立大隅小学校・大阪市立豊里小学校の校区（旧東淀川第六中学校校区）の3小学校の校区だった。
創立当初は大阪市立新庄小学校内に校舎を置いていた。半年後の1948年9月に東淀川区小松北通3-5・大阪市立新庄小学校分校の隣接地（現在の大阪市立小松小学校敷地）に独立校舎を設置している。その後1952年には、旧浪華商業学校グラウンド跡の現在地に移転している。
地域の宅地化により学校規模が過大化したため、大阪市立東淀中学校・大阪市立井高野中学校・大阪市立大桐中学校の3中学校を分離している。
また東海道新幹線が学校近辺を通ることになったことに伴い、1960年には従来の学校敷地の一部を新幹線用地として国鉄に提供している。

### 年表
- 1948年4月1日 - 大阪市立東淀川第七中学校として開校。創立当時は大阪市立新庄小学校に併設。
- 1948年9月1日 - 東淀川区小松北通（現・東淀川区小松）の独立校舎へ移転。
- 1949年5月1日 - 大阪市立瑞光中学校と改称。
- 1951年8月13日 - 現在地に校舎竣工。
- 1951年9月1日 - 現在地を分校とする。
- 1952年5月1日 - 本校と分校の機能入れ替え。現在地を本校とし、従来の本校を分校とする。
- 1953年5月1日 - 小松分校を廃止。現在地に完全移転。
- 1955年3月3日 - 校歌制定（今中楓渓作詞）。
- 1958年4月20日 - 豊里分校を設置。
- 1959年4月1日 - 豊里分校が大阪市立東淀中学校として独立開校。
- 1960年1月22日 - 東海道新幹線の建設により、学校敷地の一部が新幹線用地となる。
- 1972年4月6日 - 井高野分校を設置。1年生17学級中5学級が分校に移る。
- 1973年4月1日 - 井高野分校が大阪市立井高野中学校として独立開校。
- 1978年4月10日 - 大阪市立大隅小学校内に分教場を開設。1年生13学級中5学級を収容。
- 1978年7月19日 - 大隅小学校内の分教場を廃止。
- 1978年7月21日 - 新幹線の騒音対策工事が始まる。
- 1978年9月6日 - 東淀川区北大道町1丁目で分離新設校（のちの大桐中学校）地鎮祭。
- 1979年4月1日 - 大阪市立大桐中学校を分離。
- 1990年12月4日 - コンピュータ室完成。
- 1998年10月17日 - 体育館竣工。
- 2021年 - 体育館にエアコン設置

## 通学区域
- 大阪市立大隅東小学校、大阪市立大隅西小学校、大阪市立小松小学校の通学区域。

大阪市東淀川区 大隅1-2丁目、瑞光2丁目（一部）、瑞光3-5丁目、小松1丁目（大半）、小松2-5丁目、南江口1-3丁目、上新庄3丁目（一部）、相川1-3丁目。

## 交通
- 地下鉄今里筋線 瑞光四丁目駅 1号出口すぐ。
- 阪急京都線 上新庄駅 東へ約1.2km。